# Zaki (Nigeria)
Zaki è una delle aree a governo locale (local government areas) in cui è suddiviso lo Stato di Bauchi, nella Repubblica Federale della Nigeria.
Si estende su una superficie di 1.436 km² e conta una popolazione di 191.457 abitanti.